# Rattån
Rattån este o arie protejată (arie specială de conservare — SAC, sit de importanță comunitară — SCI) din Suedia întinsă pe o suprafață de 11,3 ha, integral pe uscat.

## Localizare
Centrul sitului Rattån este situat la coordonatele 60°22′11″N 12°54′00″E / 60.3696°N 12.8999°E.

## Înființare
Situl Rattån a fost declarat sit de importanță comunitară în mai 2001 pentru a proteja 1 specie de animale. Situl a fost protejat și ca arie specială de conservare în martie 2011.

## Biodiversitate
Situată în ecoregiunea boreală, aria protejată conține 1 habitat natural: Cursuri de apă de la nivel de câmpie la nivel montan, cu vegetație Ranunculion fluitantis și Callitricho-Batrachion.
La baza desemnării sitului se află o specie protejată de  nevertebrate: Margaritifera margaritifera.